# Heuss l'Enfoiré
Heuss l'Enfoiré, pseudonimo di Karim Djeriou (Gennevilliers, 11 agosto 1992), è un rapper francese di origine algerina.

## Biografia
Karim Djeriou nasce a Gennevilliers da genitori di origine algerina. All'età di 20 anni si trasferisce a Schaerbeek, in Belgio.

## Carriera
Debutta come rapper nel 2014, sotto lo pseudonimo di Heustleur, firmando per l'etichetta Esprit Music, realizzando le sue prime collaborazioni con artisti franco-algerini come Kofs e Soolking. Nel 2017 viene invitato dal rapper Sofiane a partecipare al suo show Rentre dans le Cercle insieme a rapper affermati come Sinik e il duo Bigflo & Oli, riuscendo ad affermarsi agli occhi del grande pubblico. In seguito collabora con Sofiane nel brano IDF tratto dall'album di quest'ultimo.
Il 25 gennaio 2019 pubblica il suo primo album in studio, intitolato En esprit, composto da 15 brani e contenente le collaborazioni di Koba LaD, Soolking, Sofiane e Vald. L'album viene successivamente certificato disco di platino.
Il 18 dicembre 2020 esce Horizon vertical, progetto collaborativo tra Heuss l'Enfoiré e Vald, anticipato dal doppio singolo Guccissima x Matrixé. Dopo una lunga serie di singoli e collaborazioni, il 30 giugno 2023 viene reso disponibile l'album Chef d'orchestre, che contiene 16 tracce e la presenza di ospiti come Ninho, Gazo, Soolking, Wejdene e Gims.
Il suo quarto album, nonché terzo da solista, La vie de Roni (anche noto come LVDR), viene reso disponibile il 14 giugno 2024. In esso sono presenti collaborazioni con Werenoi, KeBlack, Maes e Leto.

## Discografia

### Album in studio
- 2019 – En esprit
- 2020 – Horizon vertical (con Vald)
- 2023 – Chef d'orchestre
- 2024 – La vie de Roni

### Singoli
- 2017 – BX Land #2
- 2018 – Gambino
- 2018 – BX Land, pt.3
- 2019 – Moulaga (feat. Jul)
- 2020 – Moula max (con L'Algérino)
- 2020 – BX Land 5
- 2020 – L'ancien
- 2020 – Guccissima x matrixé (con Vald)
- 2020 – Mrowen (con 3robi)
- 2021 – Gucci Versace (con Kore)
- 2021 – BX Land 6
- 2021 – Mal à la tête (con Soolking)
- 2021 – Ola ola ola (con Bosh)
- 2022 – Bar-mitzvah
- 2022 – La Marseillaise (con Ninho)
- 2023 – Chef d'orchestre
- 2023 – Get 27
- 2023 – Saiyan (con Gazo)
- 2023 – Localisé (con Gims)
- 2024 – Souvenir (con Dystinct)
- 2024 – Mélanine (con Werenoi)
- 2024 – Life (feat. Leto)
- 2025 – 2,3 Shots (con Genezio)
- 2025 – Masterclass (con Fally Ipupa)